# Banteay Meas
Banteay Meas es uno de los ocho distritos que forman la provincia camboyana de Kompot, con una población estimada en marzo de 2008 de 83 022 habitantes. Está dividido en las siguientes  comunas (khum), que se muestran asimismo con población estimada de 2008:
- Banteay Meas Khang Kaeut 7,683
- Banteay Meas Khang Lech 7,043
- Prey Tonle 2,407
- Samraong Kraom 5,316
- Samraong Leu 5,433
- Sdach Kong Khang Cheung 5,550
- Sdach Kong Khang Lech 4,311
- Sdach Kong Khang Tboung 2,719
- Tnaot Chong Srang 7,277
- Trapeang Sala Khang Kaeut 3,979
- Trapeang Sala Khang Lech 4,557
- Tuk Meas Khang Kaeut 4,923
- Tuk Meas Khang Lech 10,697
- Voat Angk Khang Cheung 5,782
- Voat Angk Khang Tboung 5,345[1]